# Hemicordulia kalliste
Hemicordulia kalliste är en trollsländeart som beskrevs av Günther Theischinger och Watson 1991. Hemicordulia kalliste ingår i släktet Hemicordulia och familjen skimmertrollsländor. Inga underarter finns listade i Catalogue of Life.